# Somebody to Love (Justin Bieber)
Somebody to Love è un singolo del cantante R&B canadese Justin Bieber, pubblicato il 23 marzo 2010 dall'etichetta discografica Island.
Il brano è stato scritto da Jonathan Yip, Jeremy Reeves, Ray Romulus, Heather Bright e Justin Bieber ed è stato prodotto dagli Stereotypes. È stato inserito nell'album My World 2.0 di Bieber. Nel video clip appare brevemente Katerina Graham, l'attrice che interpreta Bonnie in The Vampire Diaries.
Il video del singolo ha ottenuto la certificazione Vevo.

## Tracce
Promo - CD-Single (Island - (UMG)
1. Somebody to Love - 3:40
2. Somebody to Love (feat. Usher) - 3:43

Promo - CD-Single (Island - (UMG)
1. Somebody to Love (feat. Usher) (remix) - 3:43

## Classifiche
| Classifica (2010) | Posizione raggiunta |
| ----------------- | ------------------- |
| Canada            | 10                  |
| Nuova Zelanda     | 12                  |
| Stati Uniti       | 15                  |
| Belgio (Vallonia) | 15                  |
| Germania          | 16                  |
| Australia         | 20                  |
| Irlanda           | 33                  |
| Regno Unito       | 33                  |
| Austria           | 35                  |
| Belgio (Fiandre)  | 50                  |
| Svezia            | 54                  |